# 三重大医学部集団レイプ事件
三重大医学部集団レイプ事件は、1999年（平成11年）に三重大学医学部の学生が集団でセクシャルハラスメントを実行した事件のことである。

## 事件の経過
1999年3月～5月の新歓コンパシーズンに、三重大学医学部の学生が参加した同大の女子学生4人に酒を飲ませ、野球拳で服を脱がすなどのセクハラ行為を行った。その後、女子学生が医学部の人権問題委員の教官に告発したことで本事件が発覚。医学部は6月30日に学生問題調査委員会を設置し、参加した女子学生から事情を聴取して事実関係を確認した。
1999年7月21日、医学部教授会で「被害者の意に反し、集団で女性が嫌がる行為をした」として参加した医学部生13人のうち、5人を退学、4人を無期停学、4人を厳重注意とする処分を決定した。
1999年8月27日、医学部は在学生向けの説明会を開催し、処分に至る経緯などを説明し、在学生に対して処分の妥当性などの質疑応答を行った。しかし、女子学生に対する被害の詳細については被害者のプライバシーを理由に明かさなかった。

## 退学処分取消訴訟
1999年10月18日、退学処分を受けた1人が「事実関係は認めるが、女子学生からの被害申告がないためセクハラ被害が存在しない」などとして、大学に退学処分取消を求める訴訟を提訴した。
2003年8月7日、津地裁（内田計一裁判長）は事実誤認の認定と大学の裁量権の乱用を理由に退学処分の取消を命じた。大学側は判決を不服として控訴した。
2004年6月29日、名古屋高裁（小川克介裁判長）は「上級生として優越的な立場を背景に煽った」として野球拳を煽ったと認定した上で一審判決を破棄し、元学生の請求を棄却した。

## その後
事件に関与していた元学生たちは、裁判中に次々と離脱していった。その内の3人、Tは岡山大学医学部に、AとSの2人は琉球大学医学部に再入学した。後に3人は医師免許を取得し、それぞれ岡山県、沖縄県の病院で医師として勤務している。